# بندر رامس‌گیت
بندر رامس‌گیت و بندرگاه سلطنتی در شهر رامس‌گیت در جنوب شرقی انگلستان، مشغول به سرویس دادن به رفت‌وآمدهای کانالی، حمل و نقل بارها و کارهای کوچک و قایق‌های تفریحی هست. آنان توسط مقامت محلی منطقه ثانت به نمایندگی از مردم کنترل می‌شوند. سرویس جابه‌جایی خودرو این بندر از آوریل ۲۰۱۳ به حالت تعلیق در آمده است.

## تاریخچه
ساخت و ساز بندرگاه رامس‌گیت از سال ۱۷۴۹ آغازشد و تقریباً در سال ۱۸۵ تمام شد.
دو معمار با نفوذ بندرگاه در واقع پدر و پسری بودند به نام‌های جان شاو و جان شاو جونیور کسانی که بناهای متعددی را در انگلستان طراحی کردند.
این بندرگاه دارای برتری خاصی نسبت به دیگر بندرگاه هاست و آن هم تنها بندرگاه سلطنی انگلستان است. این مقام توسط شاه جورج چهارم به این بندرگاه بدلیل مهمان نوازی مردم رامس‌گیت از ایشان در سال ۱۸۲۱ اعطا شد.
بخاطر نزدیکی این بندر به سرزمین‌های اصلی اروپا، رامس‌گیت تبدیل به مرکز هدایت سوارنظام در جنگ‌های ناپلئونی و پاکسازی دانکرک در سال ۱۹۴۰ شد.